# Haiti na Letnich Igrzyskach Olimpijskich 1972
Haiti na Letnich Igrzyskach Olimpijskich 1972 było reprezentowane przez 7 sportowców.

## Skład kadry

### Lekkoatletyka
Mężczyźni
- Pierre-Richard Gaetjens – 100 metrów – odpadł w eliminacjach
- Gary Georges – 200 metrów – odpadł w eliminacjach
- Jean-Max Faustin – 400 metrów – odpadł w eliminacjach
- Fritz Pierre – 800 metrów – odpadł w eliminacjach
- Anilus Joseph – 10 000 metrów – odpadł w eliminacjach
- Maurice Charlotin – maraton – 62. miejsce

Kobiety
- Mireille Joseph – 100 metrów – odpadła w eliminacjach